# Kanton Breteuil
Der Kanton Breteuil ist seit 1790 ein französischer Wahlkreis im Arrondissement Bernay, im Département Eure und in der Region Normandie; sein Hauptort ist Breteuil.

## Gemeinden
Der Kanton besteht aus 42 Gemeinden und Gemeindeteilen mit insgesamt 23.720 Einwohnern (Stand: 1. Januar 2022) auf einer Gesamtfläche von 677,77 km²:
| Gemeinde                   | Einwohner 1. Januar 2022 | Fläche km² | Dichte Einw./km² | Code INSEE | Postleitzahl |
| -------------------------- | ------------------------ | ---------- | ---------------- | ---------- | ------------ |
| Ambenay                    | 551                      | 16,80      | 33               | 27009      | 27250        |
| Bémécourt                  | 557                      | 17,11      | 33               | 27054      | 27160        |
| Bois-Anzeray               | 186                      | 11,61      | 16               | 27068      | 27330        |
| Bois-Arnault               | 699                      | 12,90      | 54               | 27069      | 27250        |
| Bois-Normand-près-Lyre     | 371                      | 16,88      | 22               | 27075      | 27330        |
| Breteuil                   | 4.284                    | 55,05      | 78               | 27112      | 27160        |
| Broglie                    | 1.035                    | 7,96       | 130              | 27117      | 27270        |
| Capelle-les-Grands         | 426                      | 13,39      | 32               | 27130      | 27270        |
| Chaise-Dieu-du-Theil       | 207                      | 5,93       | 35               | 27137      | 27580        |
| Chamblac                   | 359                      | 20,90      | 17               | 27138      | 27270        |
| Chambord                   | 172                      | 14,62      | 12               | 27139      | 27250        |
| Chéronvilliers             | 457                      | 21,51      | 21               | 27156      | 27250        |
| Ferrières-Saint-Hilaire    | 428                      | 9,84       | 43               | 27239      | 27270        |
| Grand-Camp                 | 458                      | 14,11      | 32               | 27295      | 27270        |
| Juignettes                 | 293                      | 12,96      | 23               | 27359      | 27250        |
| La Chapelle-Gauthier       | 406                      | 16,43      | 25               | 27148      | 27270        |
| La Goulafrière             | 169                      | 14,38      | 12               | 27289      | 27390        |
| La Haye-Saint-Sylvestre    | 293                      | 18,64      | 16               | 27323      | 27330        |
| La Neuve-Lyre              | 532                      | 2,85       | 187              | 27431      | 27330        |
| La Trinité-de-Réville      | 244                      | 11,15      | 22               | 27660      | 27270        |
| La Vieille-Lyre            | 653                      | 19,63      | 33               | 27685      | 27330        |
| Le Lesme                   | 702                      | 26,50      | 26               | 27565      | 27160        |
| Les Baux-de-Breteuil       | 686                      | 34,22      | 20               | 27043      | 27160        |
| Les Bottereaux             | 347                      | 22,13      | 16               | 27096      | 27250        |
| Marbois                    | 1.307                    | 46,54      | 28               | 27157      | 27370        |
| Mélicourt                  | 92                       | 6,40       | 14               | 27395      | 27390        |
| Mesnil-Rousset             | 84                       | 7,22       | 12               | 27404      | 27390        |
| Mesnils-sur-Iton           | 919                      | 19,54      | 47               | 27198      | 27160, 27240 |
| Montreuil-l’Argillé        | 788                      | 13,72      | 57               | 27414      | 27390        |
| Neaufles-Auvergny          | 413                      | 17,35      | 24               | 27427      | 27250        |
| Notre-Dame-du-Hamel        | 188                      | 13,58      | 14               | 27442      | 27390        |
| Rugles                     | 2.199                    | 14,10      | 156              | 27502      | 27250        |
| Saint-Agnan-de-Cernières   | 154                      | 7,42       | 21               | 27505      | 27390        |
| Saint-Antonin-de-Sommaire  | 213                      | 7,16       | 30               | 27508      | 27250        |
| Saint-Aubin-du-Thenney     | 350                      | 13,96      | 25               | 27514      | 27270        |
| Saint-Denis-d’Augerons     | 77                       | 4,27       | 18               | 27530      | 27390        |
| Saint-Jean-du-Thenney      | 214                      | 8,31       | 26               | 27552      | 27270        |
| Saint-Laurent-du-Tencement | 66                       | 2,76       | 24               | 27556      | 27390        |
| Sainte-Marie-d’Attez       | 579                      | 26,04      | 22               | 27578      | 27160        |
| Saint-Pierre-de-Cernières  | 235                      | 11,62      | 20               | 27590      | 27390        |
| Verneuil d’Avre et d’Iton  | 1.147                    | 24,13      | 48               | 27679      | 27160        |
| Verneusses                 | 180                      | 16,15      | 11               | 27680      | 27390        |
| Kanton Breteuil            | 23.720                   | 677,77     | 35               | 2706       | –            |

1. ↑   Nur die Fläche der ehemaligen Gemeinde Condé-sur-Iton, der Rest gehört zum Kanton Verneuil-sur-Avre.
2. ↑   Nur die Fläche der ehemaligen Gemeinde Francheville, der Rest gehört zum Kanton Verneuil-sur-Avre.

Bis zur Neuordnung bestand der Kanton Breteuil aus den 14 Gemeinden Les Baux-de-Breteuil, Bémécourt, Breteuil, Le Chesne, Cintray, Condé-sur-Iton, Dame-Marie, Francheville, Guernanville, La Guéroulde, Saint-Denis-du-Béhélan, Sainte-Marguerite-de-l’Autel, Saint-Nicolas-d’Attez und Saint-Ouen-d’Attez. Sein Zuschnitt entsprach einer Fläche von 229,69 km2.

## Veränderungen im Gemeindebestand seit 2016
2019:
- Fusion Champignolles, La Vieille-Lyre und  → La Vieille-Lyre
- Fusion Buis-sur-Damville (Kanton Verneuil-sur-Avre), Grandvilliers (Kanton Verneuil-sur-Avre), Mesnils-sur-Iton (Kanton Breteuil und Kanton Verneuil-sur-Avre),  und Roman (Kanton Verneuil-sur-Avre) → Mesnils-sur-Iton
- Fusion Saint-Aubin-le-Vertueux (Kanton Bernay), Saint-Clair-d’Arcey (Kanton Bernay) und Saint-Quentin-des-Isles (Kanton Breteuil) → Treis-Sants-en-Ouche

2017:
- Fusion Francheville und Verneuil-sur-Avre (Kanton Verneuil-sur-Avre) → Verneuil d’Avre et d’Iton

2016:
- Fusion Breteuil, Cintray und La Guéroulde → Breteuil
- Fusion Guernanville und Sainte-Marguerite-de-l’Autel → Le Lesme
- Fusion Chanteloup (Kanton Verneuil-sur-Avre), Le Chesne, Les Essarts (Kanton Verneuil-sur-Avre) und Saint-Denis-du-Béhélan → Marbois
- Fusion Condé-sur-Iton, Damville (Kanton Verneuil-sur-Avre), Gouville (Kanton Verneuil-sur-Avre), Manthelon (Kanton Verneuil-sur-Avre), Le Roncenay-Authenay (Kanton Verneuil-sur-Avre) und Le Sacq (Kanton Verneuil-sur-Avre) → Mesnils-sur-Iton
- Fusion Dame-Marie, Saint-Nicolas-d’Attez und Saint-Ouen-d’Attez → Sainte-Marie-d’Attez